# Pallanuoto ai XVII Giochi asiatici
Il XVII torneo asiatico di pallanuoto si è svolto dal 20 settembre al 1º ottobre 2014 presso l'impianto Dream Park Aquatics Center di Incheon (Corea del Sud) e ha visto lo svolgimento di due tornei di pallanuoto, quello maschile e quello femminile.

## Medagliere
| Posiz. | Nazione    | Oro | Argento | Bronzo | Totale |
| ------ | ---------- | --- | ------- | ------ | ------ |
| 1      | Cina       | 1   | 0       | 1      | 2      |
| 1      | Kazakistan | 1   | 0       | 1      | 2      |
| 3      | Giappone   | 0   | 2       | 0      | 2      |
| Totale | Totale     | 2   | 2       | 2      | 6      |

## Podi
| Evento    | Oro | Argento | Bronzo |
| Maschile  | Kazakistan Madikhan Makhmetov Sergey Gubarev Alexandr Axenov Roman Pilipenko Vladimir Ushakov Alexey Shmider Murat Shakenov Anton Koliadenko Rustam Ukumanov Andrey Rekechinskiy Alexey Panfili Branko Peković Aleksandr Fyodorov | Giappone Katsuyuki Tanamura Seiya Adachi Atsushi Arai Mitsuaki Shiga Akira Yanase Yuta Henmi Yusuke Shimizu Yūki Kadono Koji Takei Kenya Yasuda Keigo Okawa Shota Hazui Tomoyoshi Fukushima | Cina Wu Honghui Tan Feihu Liang Zhongxing Yu Lijun Guo Junliang Pan Ning Li Bin Wang Yang Dong Tao Chen Jinghao Zhang Chufeng Liang Nianxiang Liang Zhiwei                                                                                         |
| Femminile | Cina Yang Jun Li Shujin Liu Ping Sun Yujun Chen Huili Sun Yating Song Donglun Zhang Cong Zhao Zihan Tian Jianing Wang Xinyan Lu Yiwen Peng Lin                                                                                    | Giappone Rikako Miura Midori Sugiyama Saki Ogawa Shino Magariyama Moe Nakata Ayaka Takahashi Yumi Nakano Misa Shiga Yumi Kojo Tsubasa Mori Erina Kakiichi Mitsuki Hashiguchi Yuko Umeda     | Kazakistan Alexandra Zharkova Natalya Shepelina Aizhan Akilbayeva Anna Turova Kamila Zakirova Anastassiya Mirshina Zamira Myrzabekova Oxana Saichuk Assel Jakayeva Marina Gritsenko Natalya Alexandrova Aruzhan Yegemberdiyeva Kristina Krassikova |